# Novashnaq
Novashnaq (persiska: نوشنق) är en ort i Iran.   Den ligger i provinsen Ardabil, i den nordvästra delen av landet, 400 km nordväst om huvudstaden Teheran. Novashnaq ligger 1 384 meter över havet och antalet invånare är 371.
Terrängen runt Novashnaq är platt åt sydväst, men åt nordost är den kuperad. Runt Novashnaq är det ganska tätbefolkat, med 139 invånare per kvadratkilometer. Närmaste större samhälle är Namīn, 8,7 km öster om Novashnaq. Trakten runt Novashnaq består i huvudsak av gräsmarker.